# Dolní Nětčice
Dolní Nětčice (en allemand : Unter Netschitz) est une commune du district de Přerov, dans la région d'Olomouc, en République tchèque. Sa population s'élevait à 246 habitants en 2020.

## Géographie
Dolní Nětčice se trouve à 10 km au sud-sud-ouest de Hranice, à 17 km à l'est-nord-est de Přerov, à 34 km au sud-sud-est d'Olomouc et à 243 km à l'est-sud-est de Prague.
La commune est limitée par Týn nad Bečvou et Paršovice au nord, par Horní Nětčice à l'est et au sud, par Žákovice au sud et par Soběchleby à l'ouest.

## Histoire
La première mention écrite de la localité date de 1384.